# Stará Ves nad Ondřejnicí
Stará Ves nad Ondřejnicí là một làng thuộc huyện Ostrava-město, vùng Moravskoslezský, Cộng hòa Séc.